# Liste des traboules de Lyon

Répartition des traboules situées au cœur de la ville.

Cet article recense les traboules  de Lyon, en France. Une traboule est un passage reliant des cours d'immeubles et qui permet de se rendre d'une rue à une autre.

## Liste

### Croix-Rousse

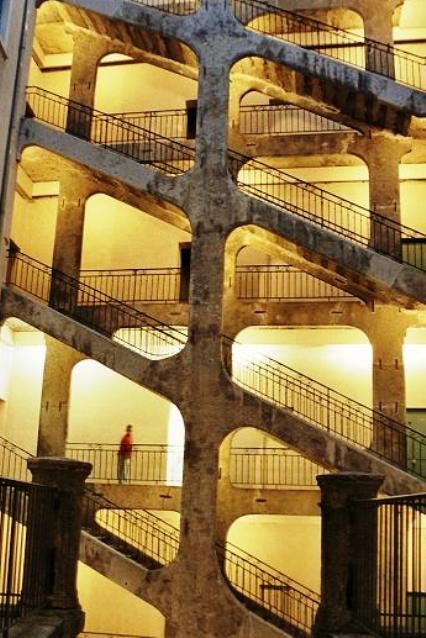
Escalier de la cour des Voraces.

Les pentes du quartier de la Croix-Rousse comptent 163 cours et traboules recensées.
- 16 rue de l'Annonciade et rue Bouteille
- 24 rue de l'Annonciade et impasse Fernand-Rey
- 26 rue de l'Annonciade et impasse Fernand-Rey
- 28 rue de l'Annonciade et impasse Fernand-Rey
- 22 rue Bouteille et rue Sergent-Blandan
- 3-5 rue des Capucins et 6 rue René-Leynaud
- 7 rue des Capucins et 10 rue René-Leynaud
- 13 rue des Capucins et 14 rue René-Leynaud
- 15 rue des Capucins et rue René-Leynaud
- 27-29 rue des Capucins et 32 rue René-Leynaud
- 5 rue Coustou et 22 rue des Capucins
- 4 rue Désirée et 7 rue du Puits-Gaillot
- 8 grande rue des Feuillants et rue de Thou
- 8 petite rue des Feuillants et 19 place Tolozan
- 9 petite rue des Feuillants et rue de Thou
- 118 montée de la Grande-Côte et 7 rue Terme
- 20 rue Imbert-Colomès et 55 rue des Tables-Claudiennes
- 29 rue Imbert-Colomès, 9 place Colbert et 14 montée Saint-Sébastien : cour des Voraces
- 19 rue René-Leynaud et 30 rue Burdeau : passage Thiaffait
- 4-5 place Croix-Paquet et petite rue des Feuillants : cour du Moirage
- 2-4 rue des Pierres-Plantées et rue Jean-Baptiste-Say
- 11 rue des Pierres-Plantées : venelle des Pierres-Plantées
- 5 rue Royale et 3 quai André-Lassagne
- 16 rue Royale et 15 rue d'Alsace-Lorraine
- 21 rue Royale et 11 quai André-Lassagne
- 1 rue Sainte-Marie-des-Terreaux et 6 rue des Capucins
- 6 place des Terreaux et 12 rue Sainte-Catherine
- 4 rue de Thou et 5 petite rue des Feuillants

### Presqu'île
Le quartier de la Presqu'île compte 130 cours et traboules recensées.
- 7 rue de l'Ancienne-Préfecture, rue Mercière et rue de la Monnaie
- 35 rue Auguste-Comte et 23 rue des Remparts-d'Ainay
- Rue Bellecordière et rue de la République
- Place Bellecour et 2 rue des Marronniers
- Place Bellecour et rue du Plat
- Rue Boissac et rue Victor-Hugo
- 2 rue des Forces, cour Maurice-Scève et rue de la Poulaillerie
- 1 rue Gaspard-André et rue Charles-Dullin
- 9 rue Laurencin et cour des Trois-Passages
- 58 rue Mercière et quai Saint-Antoine
- Rue de Savoie et rue Charles-Dullin
- Cour des Trois-Passages et place Gailleton

### Vieux Lyon

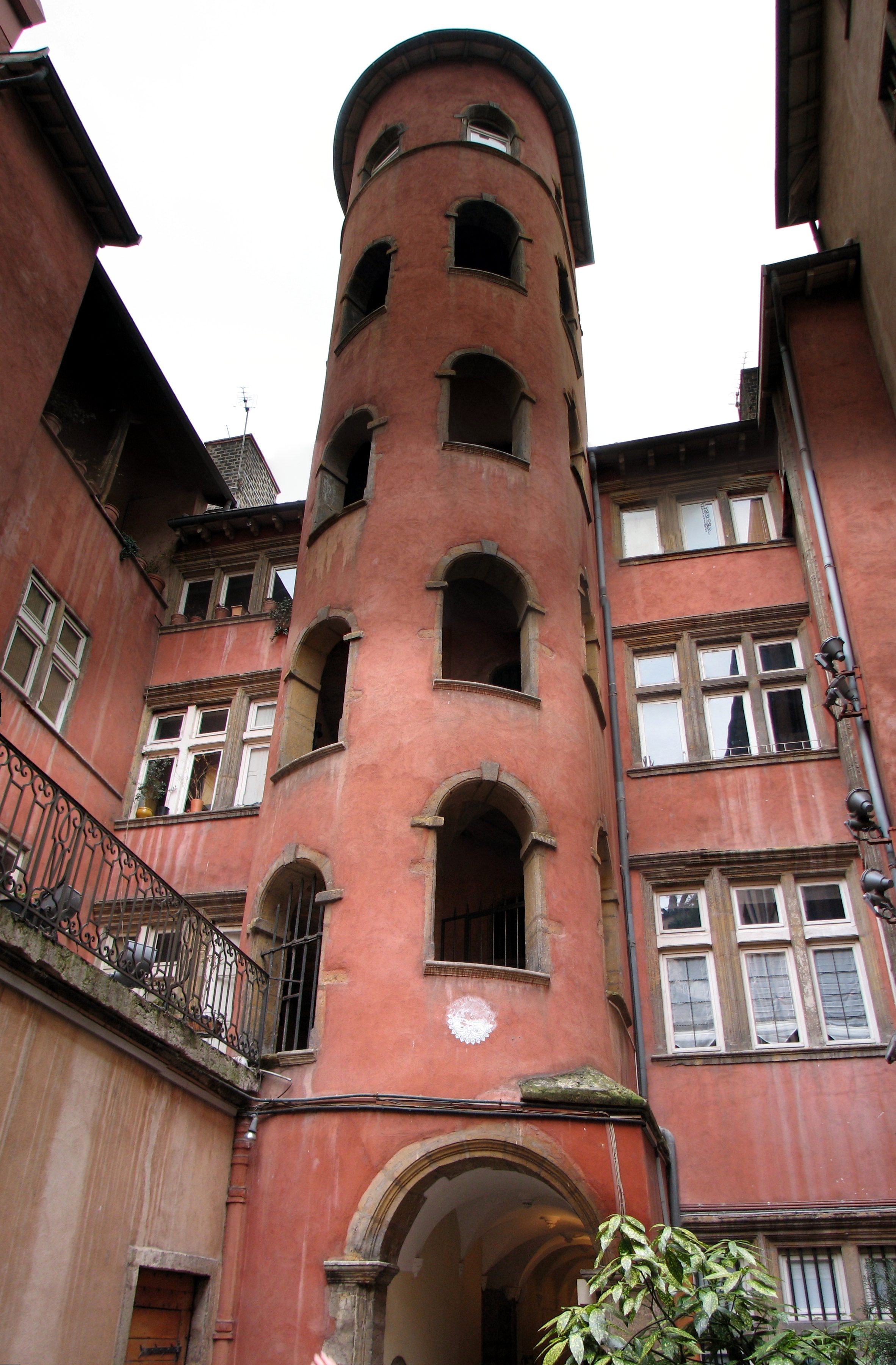
La Tour Rose.

Le quartier du vieux Lyon compte 215 cours et traboules recensées.
- 3 rue des Antonins et 68 rue Saint-Jean
- 1 rue du Bœuf et 24 rue Saint-Jean
- 7 rue du Bœuf et 34 rue Saint-Jean
- 16 rue du Bœuf : cour de la Tour Rose
- 21 rue du Bœuf
- 27 rue du Bœuf et 54 rue Saint-Jean : longue traboule
- 31 rue du Bœuf et 10-14 rue de la Bombarde
- 26 quai de Bondy
- 3 place du Change
- 5 place du Change
- 32 rue du Doyenné
- 2 montée du Gourguillon et montée du Chemin-Neuf
- 2 place du Gouvernement et 10 quai Romain-Rolland
- 5 rue Juiverie et 3 place Saint-Paul
- 8 rue Juiverie : hôtel de Bullioud
- 16 rue Juiverie
- 10 rue Lainerie
- 10 rue Mourguet
- 5 place Neuve-Saint-Jean et 40 rue Saint-Jean
- 2 place du Petit-Collège et 10 rue Saint-Jean
- 7 rue Saint-Georges
- 45-47 rue Saint-Georges et 19 quai Fulchiron
- 7 rue Saint-Jean et 7 quai Romain-Rolland
- 10 rue Saint-Jean et 2 rue de Gadagne
- 18 rue Saint-Jean
- 19 rue Saint-Jean et 2 rue des Trois-Maries
- 20 rue Saint-Jean
- 26-28 rue Saint-Jean
- 27 rue Saint-Jean et 6 rue des Trois-Maries
- 33 rue Saint-Jean
- 41 rue Saint-Jean et rue Mandelot
- 42 rue Saint-Jean
- 50 rue Saint-Jean
- 54 rue Saint-Jean et 26 Rue du Bœuf
- 58 rue Saint-Jean
- 1 rue des Trois-Maries et 14 quai Romain-Rolland
- 5 rue des Trois-Maries et 15 quai Romain-Rolland
- 9 rue des Trois-Maries et 17 quai Romain-Rolland